# الجلفة
الجلفة (بالأمازيغية: ⵊⴻⵍⴼⴰ) هي عاصمة ولاية الجلفة، وتبعد عن الجزائر العاصمة بحوالي 300 كلم. يبلغ عدد سكانها حوالي 300 ألف نسمة حسب إحصاء 2008 وترتفع عن سطح البحر بأكثر من 1000 م وهي منطقة سهبية شبه صحراوية تجمع بين التل والصحراء شتاؤها بارد وصيفها حار جاف ويكون غالبا ألطف عن مناطق الساحل وذلك بالنظر للحزام الغابي الأخضر المحيط بها.
بدأ بها التوسع العمراني والسكاني مع مطلع ثمانينات القرن الماضي. وبدأت وتيرة التزايد السكاني في فترة التسعينات.
من أشهر وأقدم أحيائها حي الضاية يأتي بعد حي البرج وهو قريب من وسط مدينة يقيم به معظم السكان الأصليين للجلفة.
تتوفر مدينة الجلفة على جامعة للتعليم العالي ومتحف بلدي ومتحف للمجاهد ومركز ثقافي إسلامي ومحافظة وطنية سامية للزراعة السهبية كما يميزها تواجد بعض المعالم والأبنية التاريخية كدار البارود والحجرة المباصية وباب الشارف، البريد الرئيسي، مسجد بن دنيدينة، السوق بوسط المدينة، المتحف (الكنيسة سابقا)، جامع الجمعة وجامع سي بلقاسم بلحرش (البرج) أقدم مسجد بالمنطقة الذي يرجع بناءه إلى سنة 1877 ومقر الزاوية الأزهرية وغابات سن الباء وحديقة الحيوانات

## أصل التسمية
إن موقع وموضع مدينة الجلفة كان منذ عهود قديمة ومنذ العهد الروماني والأمازيغي مفترق طرق قديم حيث تقول الروايات الشفوية أن تسمية
الجلفة تسمية ليست قديمة جدا بل وقعت في العهد التركي حيث من الراجح أنه قبل إنشاء المدينة، كان سكان المناطق المجاورة ينظمون سوقا أسبوعيّة
يقصدونها من كل الجهات والأماكن البعيدة، وترعى مواشيهم في مفترق الطرق الذي عرف بالجلفة وترعى مواشيهم في أرضه المسقيّة بفيضانات الأودية، حيث التربة الخصبة ولكن بعد أن يحل الجفاف صيفا على أرض هذا المفترق تتشكل قشرة (أو جلفة) يابسة تميز أرضه ومنها جاءت تسمية الجلفة أي من تقشر الأرض بعد الجفاف إلى قشر يابسة.
و يورد العلامة ابن منظور في معجمه- لسان العرب- تفسير لمعنى كلمة جلف فيقول: الجَلْفُ: القَشْر.
جَلَفَ الشيءَ يَجْلُفُه جَلْفاً: قَشَرَه، وقيل: هو قَشْرُ الجلد مع شيء من اللحم، والجُلْفَةُ: ما جَلَفْت منه، والجَلْفُ أَجْفَى من الجَرْفِ وأَشدُّ اسْتِئصالاً. والجَلْفُ: مصدر جَلَفْت أَي قشَرْتُ. وجَلَفَ ظُفُرَه عن إصْبَعِه: كَشَطَه. ورِجْل جَلِيفَةٌ وطَعْنَةٌ جالِفةٌ: تَقْشُر الجِلْدَ ولا تخالط الجَوفَ ولمتدخله.والجالِفةُ: الشجّة التي تَقْشِرُ الجلد مع اللحم وهي خلافُ الجائفة. وجَلَفْتُ الشيء: قَطَعْتُه واسْتَأْصَلْتُه: وجَلَف الطِينَ عن رأْس الدَّنِّ يَجْلُفه، بالضم، جَلْفاً: نَزَعه. ويقال: أَصابتهم جَلِيفةٌ عظيمةٌ إذا
اجْتَلَفَتْ أَموالَهم، وهم مُجْتَلَفُون.

## جغرافيا

### تضاريس

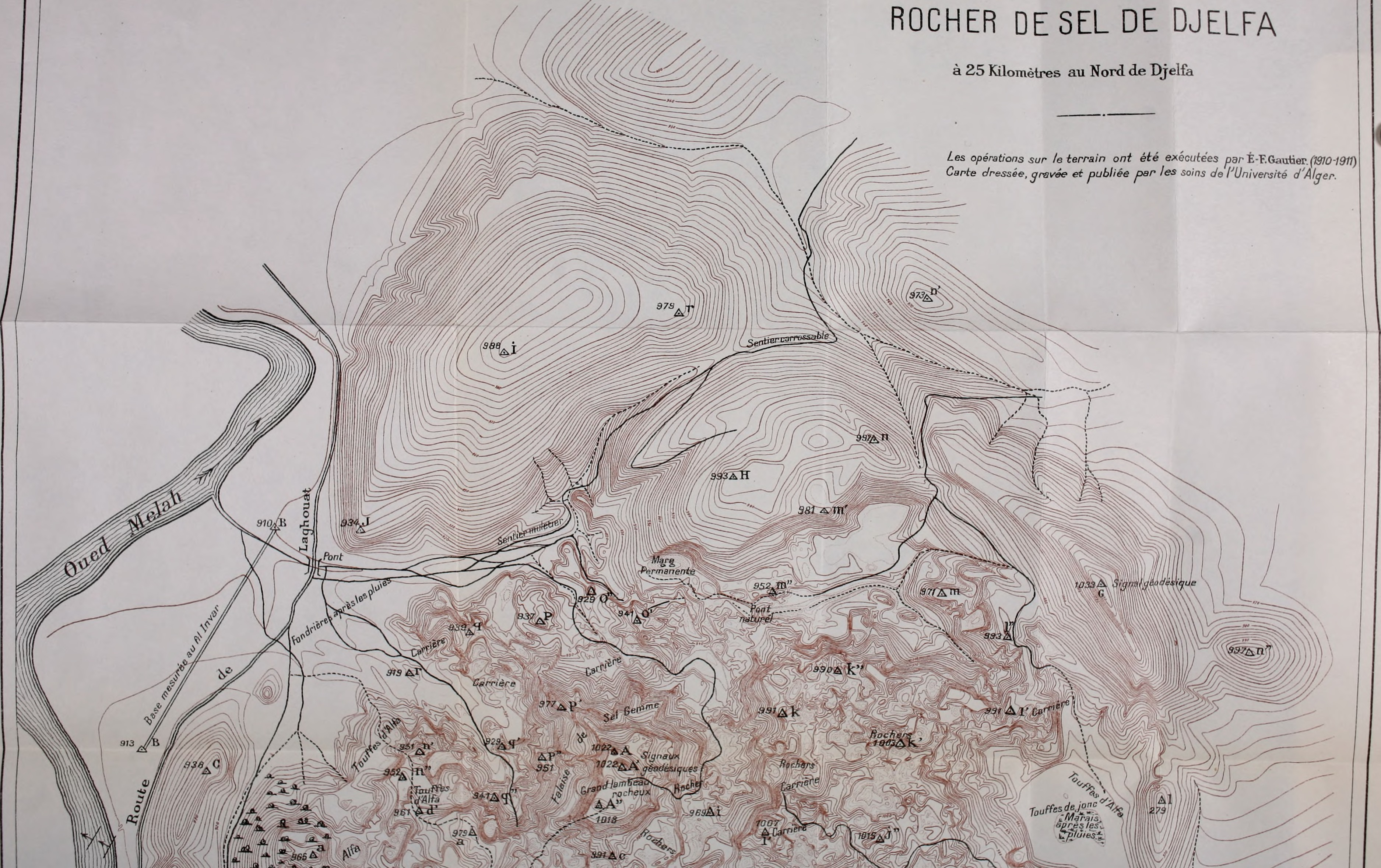
محيط منطقة الجلفة

لا تظهر تضاريس منطقة 03 كم المحيطة بالجلفة تباينات طفيفة في الارتفاع، مع تباين أقصى لارتفاع 81 مترًا وارتفاع أقل من مستوى سطح البحر يصل إلى 1158 مترًا.
في 16 كيلومترًا، تم تغيير اختلافات الارتفاع الفريدة (509 مترًا). في الـ 80 كيلومترًا، توجد اختلافات مهمة جدًا في الارتفاع (991 مترًا).
المنطقة في حرير الجلفة الذي يبلغ طوله 03 كم مغطاة بالأسطح الاصطناعية (85%)، وفي حرير بطول 16 كيلومترًا بغطاء نباتي (72%)، والأراضي المزروعة (14%)، وفي حرير 80 كيلومترات من الغطاء النباتي الخافت (58 %) والشمس الجديدة (35 %)

### مناخ
| البيانات المناخية لـلجلفة                                     | البيانات المناخية لـلجلفة | البيانات المناخية لـلجلفة | البيانات المناخية لـلجلفة | البيانات المناخية لـلجلفة | البيانات المناخية لـلجلفة | البيانات المناخية لـلجلفة | البيانات المناخية لـلجلفة | البيانات المناخية لـلجلفة | البيانات المناخية لـلجلفة | البيانات المناخية لـلجلفة | البيانات المناخية لـلجلفة | البيانات المناخية لـلجلفة | البيانات المناخية لـلجلفة |
| الشهر                                                         | يناير                     | فبراير                    | مارس                      | أبريل                     | مايو                      | يونيو                     | يوليو                     | أغسطس                     | سبتمبر                    | أكتوبر                    | نوفمبر                    | ديسمبر                    | المعدل السنوي             |
| ------------------------------------------------------------- | ------------------------- | ------------------------- | ------------------------- | ------------------------- | ------------------------- | ------------------------- | ------------------------- | ------------------------- | ------------------------- | ------------------------- | ------------------------- | ------------------------- | ------------------------- |
| الدرجة القصوى °م (°ف)                                         | 22.0 (71.6)               | 25.5 (77.9)               | 29.3 (84.7)               | 33.2 (91.8)               | 38.4 (101.1)              | 39.6 (103.3)              | 41.8 (107.2)              | 39.2 (102.6)              | 37.0 (98.6)               | 38.0 (100.4)              | 28.8 (83.8)               | 24.5 (76.1)               | 41.8 (107.2)              |
| متوسط درجة الحرارة الكبرى °م (°ف)                             | 9.8 (49.6)                | 11.4 (52.5)               | 14.1 (57.4)               | 18.1 (64.6)               | 23.1 (73.6)               | 29.3 (84.7)               | 33.7 (92.7)               | 32.6 (90.7)               | 27.5 (81.5)               | 20.4 (68.7)               | 14.4 (57.9)               | 10.8 (51.4)               | 20.4 (68.8)               |
| المتوسط اليومي °م (°ف)                                        | 5.0 (41.0)                | 6.4 (43.5)                | 8.3 (46.9)                | 11.9 (53.4)               | 16.3 (61.3)               | 22.0 (71.6)               | 25.7 (78.3)               | 24.9 (76.8)               | 20.4 (68.7)               | 14.3 (57.7)               | 9.1 (48.4)                | 5.9 (42.6)                | 14.2 (57.5)               |
| متوسط درجة الحرارة الصغرى °م (°ف)                             | 0.1 (32.2)                | 1.4 (34.5)                | 2.3 (36.1)                | 5.7 (42.3)                | 9.5 (49.1)                | 14.7 (58.5)               | 17.6 (63.7)               | 17.1 (62.8)               | 13.2 (55.8)               | 8.2 (46.8)                | 3.8 (38.8)                | 1.0 (33.8)                | 7.9 (46.2)                |
| أدنى درجة حرارة °م (°ف)                                       | −12.0 (10.4)              | −9.0 (15.8)               | −7.2 (19.0)               | −3.9 (25.0)               | 0.3 (32.5)                | 3.6 (38.5)                | 9.0 (48.2)                | 8.0 (46.4)                | 2.0 (35.6)                | 0.0 (32.0)                | −11.0 (12.2)              | −8.0 (17.6)               | −12.0 (10.4)              |
| الهطول مم (إنش)                                               | 33.4 (1.31)               | 32.4 (1.28)               | 38.1 (1.50)               | 30.8 (1.21)               | 36.1 (1.42)               | 29.7 (1.17)               | 9.4 (0.37)                | 18.6 (0.73)               | 25.7 (1.01)               | 25.1 (0.99)               | 37.2 (1.46)               | 30.9 (1.22)               | 347.4 (13.67)             |
| متوسط الرطوبة النسبية (%)                                     | 72.9                      | 66.8                      | 58.0                      | 53.9                      | 47.3                      | 36.5                      | 30.3                      | 33.8                      | 49.0                      | 57.3                      | 69.1                      | 77.2                      | 54.3                      |
| المصدر #1: الإدارة الوطنية للمحيطات والغلاف الجوي (1972-1990) |                           |                           |                           |                           |                           |                           |                           |                           |                           |                           |                           |                           |                           |
| المصدر #2: climatebase.ru (extremes, humidity)                |                           |                           |                           |                           |                           |                           |                           |                           |                           |                           |                           |                           |                           |

## التاريخ

### العهد العثماني
وجدت بعض التجمعات السكانية مترامية الأطراف على حدود المدينة عاصمة الولاية اليوم ،كانت المنطقة تعرف ببلاد أولاد نايل تسمية أطلقها الأتراك وقد حاولوا إخضاعها بعدما توسعت الخلافة لحدود المنطقة الجنوبية ابتداء من سنة 1719 حيث كانت تتبع بايلك التيطري،وكان يتمركز بالمنطقة العديد من البيوتات المبنية بالطوب والحجارة ومجموعة من الخيم لعروش وقبائل أولاد سيدي نايل ،والسحاري وبعض الأفراد من أعراش وقبائل مختلفة جاورت سكان المنطقة ثم سرعان ما انصهرت فأصبح بينها نسب وخؤولة 

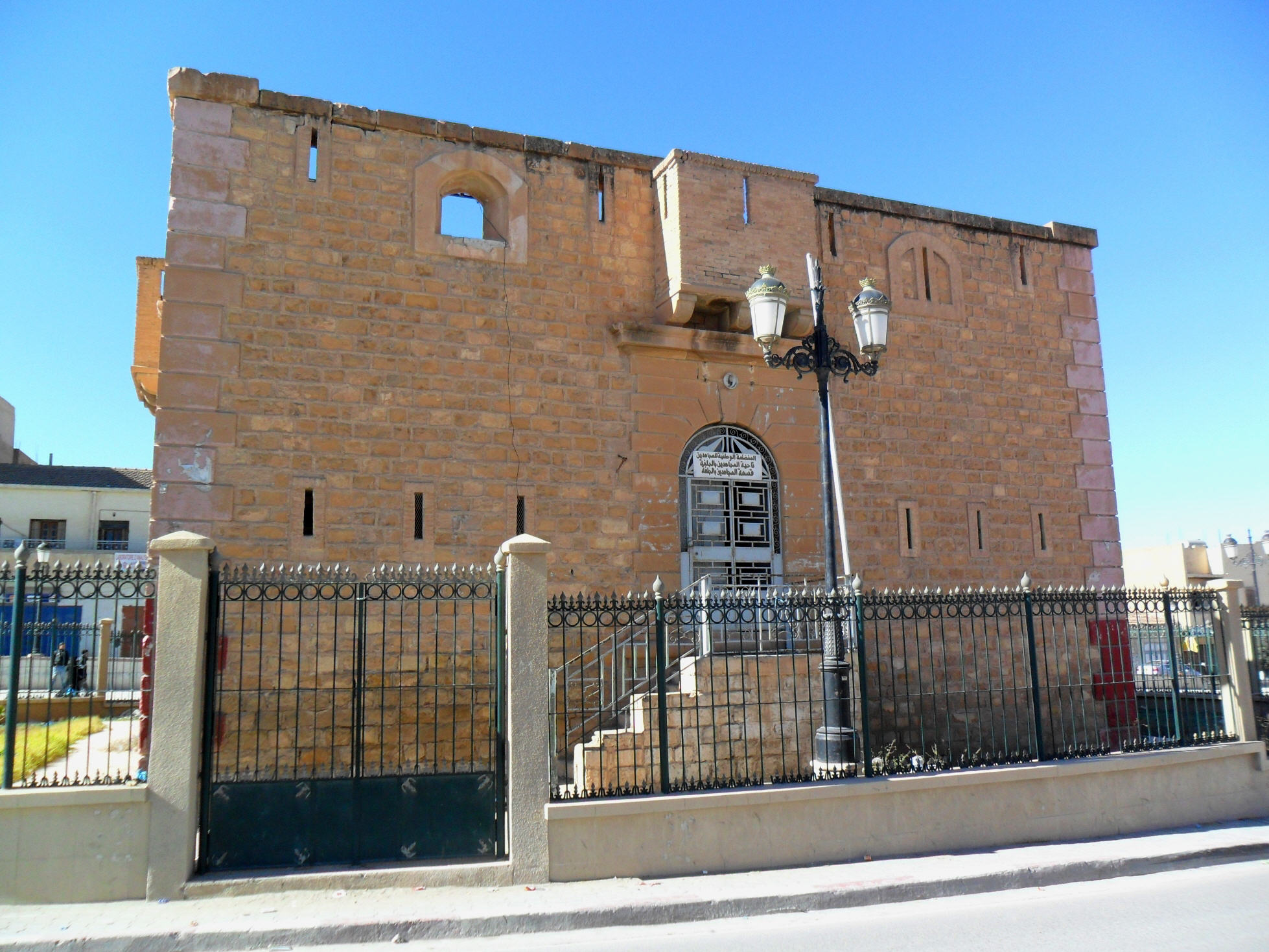
مبنى دار البارود

### الإحتلال الفرنسي
في 20 فبراير 1861، أصدر نابليون الثالث مرسوما بإنشاء تجمع سكاني في المكان المسمى الجلفة. ارتبطت المدينة الوليدة إداريا وعسكريا بالأغواط. سكان المدينة مكونون أساسا من قبائل أولاد نايل والهلاليين.
بنيت بالمدينة كنيسة سنة 1864 ومسجد في 1864 حمل اسم سي بلقاسم بن لحرش شقيق سي الشريف بن لحرش الذي قاتل إلى جانب الأمير عبد القادر الفرنسيين واستشهد بنفس السنة.
شهدت المنطقة عدة ثورات ضد المحتل، مثل ثورة بن شدوخة سنة 1861 وثورة أولاد سيدي الشيخ سنة 1864.

### السياحة

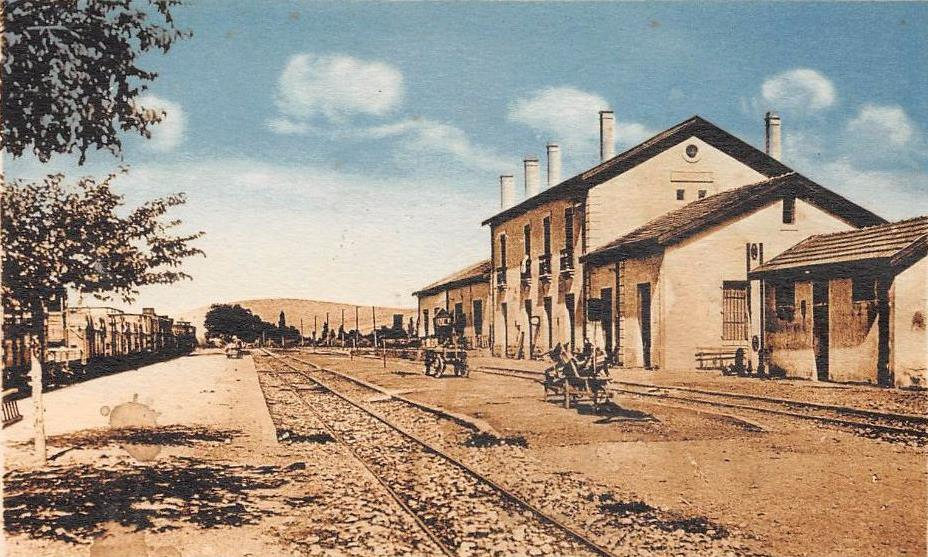
محطة القطار بالجلفة

## مواصلات
- الطريق الوطني رقم 01 .
- الطريق الوطني رقم 46
- سكة الحديدية الجزائر- الجلفة -الأغواط
- مطار الجلفة

## إدارة

### أحياء المدينة
- حي الضل الجميل
- حي شعباني
- حي الحواس
- حي البساتين
- حي الحدائق
- حي شيغيفارا
- دشرة الخونية
- حي القدس
- بن جرمة
- بربيح
- قناني
- البرج
- بوتريفيس
- بيرو عرب
- عين الشيح
- المستقبل
- البناء الذاتي
- حي الوئام
- تيبة
- حي 05 جويلية

## رياضة
- إتحاد أولاد نائل[9]
- شباب سيدي نائل[10][11]

## أعلام
- محمد بن سي أحمد بن شريف

## معرض صور

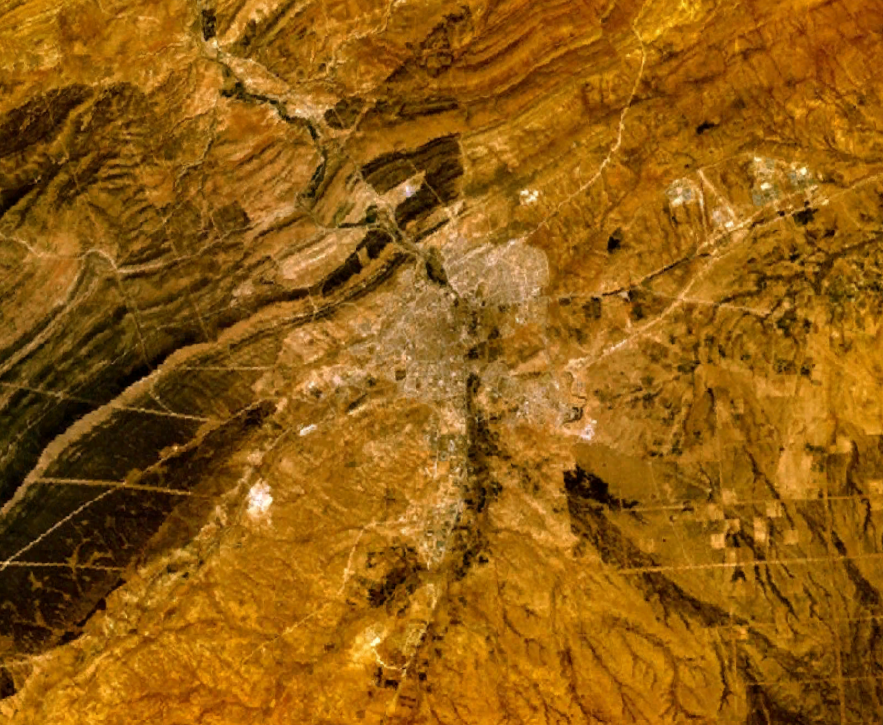
منظر جوي على الجلفة
الجلفة
جسر وادي لزن من العهد الإستعمار الفرنسي
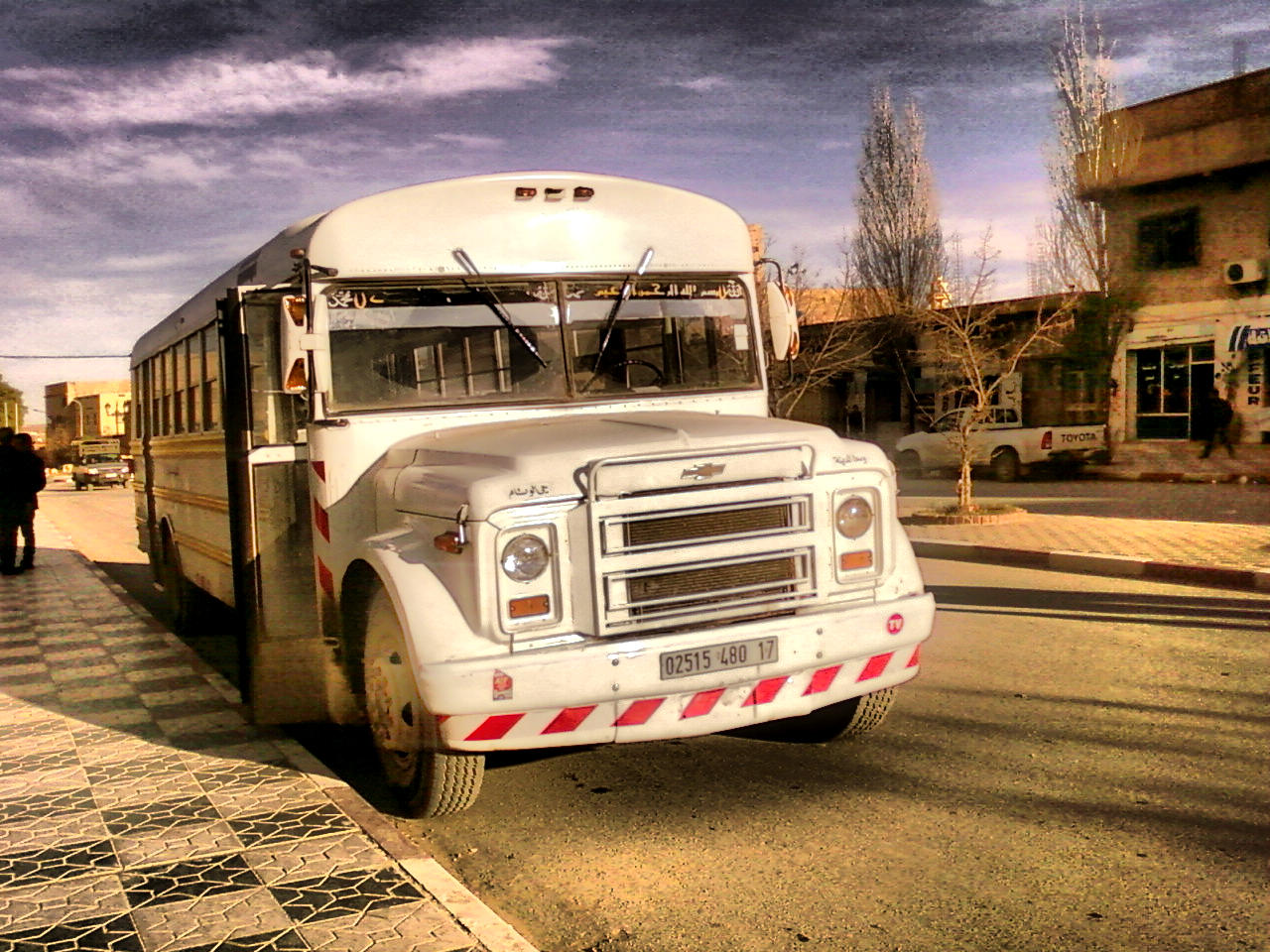
حافلة مدرسية بالجلفة سنة 1980.

## انظر ايضًا
- اللهجة الجلفاوية